# 瀬木慎一
瀬木 慎一（せぎ しんいち、1931年1月6日- 2011年3月15日）は、日本の美術評論家。

## 人物
東京府生まれ。中央大学法学部卒業後、1950年代から岡本太郎、花田清輝らの前衛芸術運動「夜の会」に参加するなど美術評論に関わり、多くの著述を執筆した。東京芸術大学でも美術論や芸術史の講義をした。日本に多くの西洋美術を紹介する。とくに社会や経済の視点から美術を論じた美術社会学研究が著名で、海外でも知られている。
総合美術研究所所長・国際美術評論家連盟会長・ジャポニズム学会常任理事・国際浮世絵学会理事などを歴任。
テレビ東京の番組「開運!なんでも鑑定団」の鑑定士としても、たびたび出演した。
2011年3月15日、肺炎のため80歳で死去。

## 著書
- 子供の情景 詩集 ユリイカ 1954
- 二〇世紀の芸術 昭森社 1957
- ゴッホ 生涯と芸術 社会思想研究会出版部 1958 現代教養文庫
- 現代の美術 新しい芸術は理解できるか 社会思想研究会出版部 1958 現代教養文庫
- 現代社会の芸術 三一新書 1959
- 詩的展開 芸術論集 昭森社 1961
- 視覚芸術論：ポスターからTVまで 三一書房 1961
- サインとシンボル：絵ことばの世界 美術出版社 1964
- 創造の美学 合同出版 1965
- 視覚芸術：その歴史と創造 造形社 1969
- 浮世絵師写楽  学芸書林 1970年。写楽実像 美術公論社 1985年
- 第三の芸術 読売選書 1971年
- ピカソ：二十世紀美術の象徴 読売新聞社 1971年、改訂版：読売選書 1973年
- 浮世絵：江戸美学の再検討 潮新書 1972年
- 画狂人北斎 講談社現代新書 1973年、河出文庫、2020年5月
- 人間ピカソ 日本放送出版協会 1973年
- 明日をつくるデザイナーたち 誠文堂新光社 1973
- 真贋の世界 新潮社 1977年
- 謎の近世画家 ジャパン・パブリッシャーズ 1977年
- 江戸美術の再発見 毎日新聞社 1977年
- 現代美術の三十年：国際化時代の証言 美術公論社 1978年
- 社会のなかの美術 東京書籍・選書 1978年、オンデマンド版2000年
- ビッグ・コレクター 新潮選書 1979年
- 現代美術のパイオニア：黎明期の群像 美術公論社 1979年
- 北斎漫画歳時記 美術公論社 1981年
- 近世美の架橋 美術公論社 1983年
- 日本美術の流出 駸々堂出版 1985年
- 絵画の見方買い方 新潮選書 1987年
- 世紀の大画商たち 駸々堂出版 1987年
- 俳画粋伝：江戸の風韻 美術公論社 1988年
- 異貌の美術史：日本近代の作家たち 青土社 1989年
- 迷宮の美術：真贋のゆくえ 芸術新聞社 1989年
  - 真贋の世界　美術裏面史贋作の事件簿 河出書房新社 2017年。増補版
- 蕪村：画俳二道 美術公論社 1990年
- 書かれざる美術史 芸術新聞社 1990年
- 美術コレクション入門 ぎょうせい 1991年
- 美術経済白書 美術年鑑社 1991年
- 色と空の日本美術：近世美術史異説 里文出版 1992年
- 名画はなぜ心を打つか 感性にひそむ論理を探る 講談社ブルーバックス 1992年、講談社文庫 2007年
- 様式の喪失：戦後美術調書 芸術新聞社 1993年
- 名画修復：保存・復元が明かす絵画の本質 講談社ブルーバックス 1995年
- 戦後空白期の美術 思潮社 1996年
- 浮世絵世界をめぐる 里文出版 1997年
- 名画の値段：もう一つの日本美術史 新潮選書 1998年
- 岸田劉生：美と生の本体 東京四季出版 1998年
- レオナルド・ダ・ヴィンチ：伝説と解読 ニュートンプレス 1998年
- アヴァンギャルド芸術：体験と批判 思潮社 1998年
- 西洋名画の値段 新潮選書 1999年
- 日本の前衛：1945-1999 生活の友社 2000年
- 江戸・明治・大正・昭和の美術番付集成：書画の価格変遷二〇〇年 里文出版 2000年
- 日本美術事件簿 二玄社 2001年
- 日本美術 読みとき事典 里文出版 2002年、増補版2007年
- 西洋美術事件簿 二玄社 2003年
- ピカソ 集英社新書 2003年
- 近代美術事件簿 二玄社 2004年
- 瀬木慎一・デザイン激動時代の目撃 DNPグラフィックデザイン・アーカイブ 2007年
- 日本美術見なお誌：江戸から近代への美術界 芸術新聞社 2007年
- 瀬木慎一の浮世絵談義 毎日新聞社 2008年
- 国際／日本美術市場総観：バブルからデフレへ1990-2009 藤原書店 2010年
- リルケと孤独の逆説 思潮社 2010年

## 共編著
- 風に鳴る樹々 全国結核療養者詩集 野間宏・安東次男共編 朝日書房 1954
- 月岡芳年画集 講談社 1978.3
- あの道・この道 高峰秀子共著 美術公論社 1985.7
- 日本美術の社会史 縄文期から近代の市場へ 桂木紫穂共編著 里文出版 2003.6

## 翻訳
- 抽象芸術論 編訳 昭森社 1956
- 変貌する人間 ルイス・マンフォード 美術出版社 1957
- 近代芸術と文化 クレメント・グリーンバーグ 紀伊国屋書店 1965
- ピカソとの生活 フランソワーズ・ジロー/カールトン・レイク 新潮社 1965
- わたしの画廊 わたしの画家 ダニエル・ヘンリー・カーンワイラー、フランシス・クレミューとその対話 松尾国彦共訳 大阪フォルム画廊出版部 1974
- ピカソは語る　エレーヌ・パルムラン 松尾国彦共訳 造形社 1977.10
- 藝術の日本 サミュエル・ビング　美術公論社 1981。※大島清次監修、芳賀徹、池上忠治と共訳

## 脚註
1. ↑  瀬木慎一氏死去 時事通信 2011年3月20日閲覧